# Bydgoska Fontanna Multimedialna

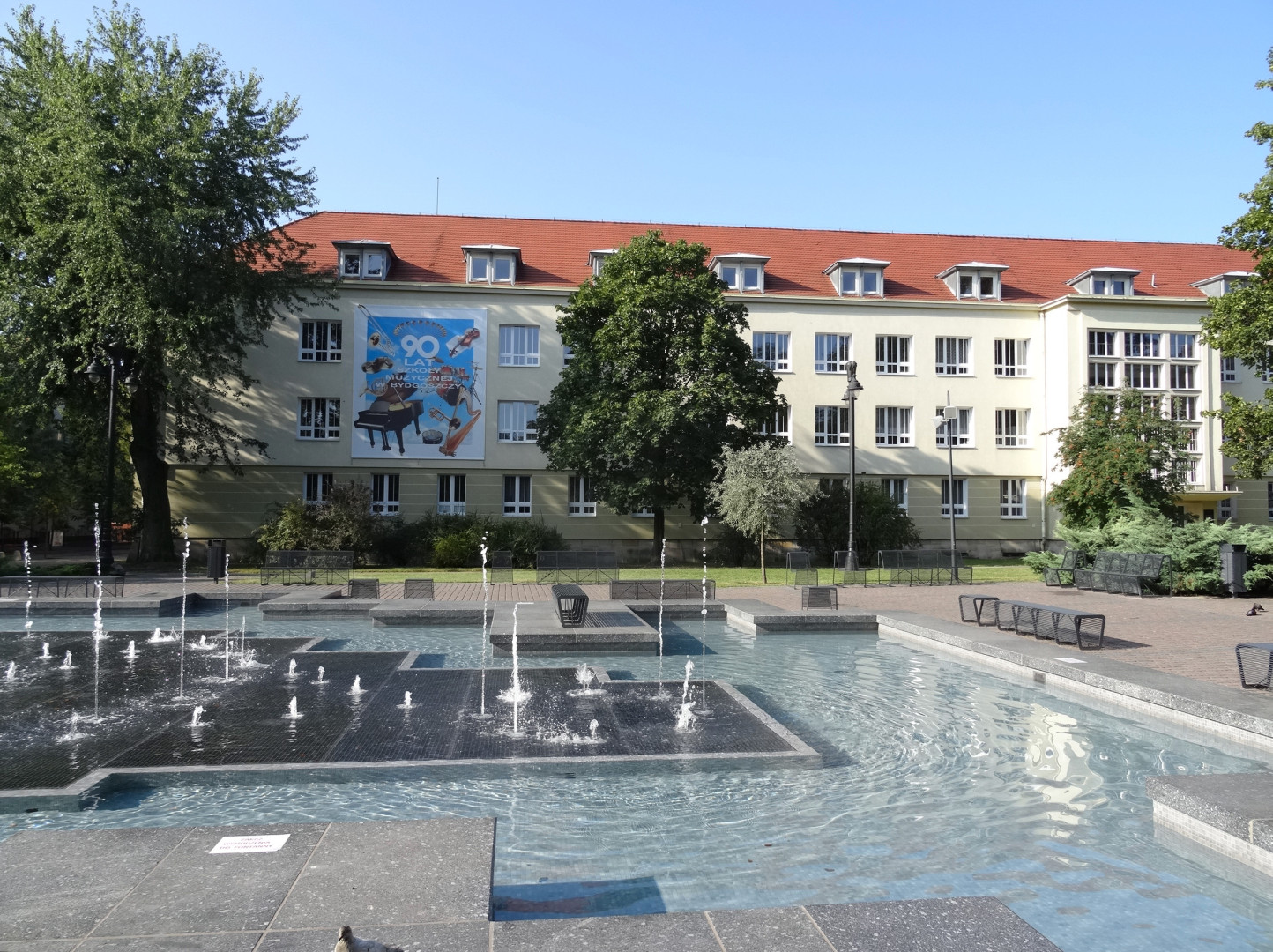
Fontanna na tle Państwowego Zespołu Szkół Muzycznych im. Artura Rubinsteina

Fontanna multimedialna AquaNutka w Bydgoszczy – sterowana elektronicznie fontanna zlokalizowana w dzielnicy muzycznej w Bydgoszczy, przed budynkiem Filharmonii Pomorskiej im. Ignacego Jana Paderewskiego.

## Opis
Fontanna potocznie nazywana jest „tańczącą”, „grającą”, „muzyczną”, „kolorową”, „świetlną”, ponieważ pokazy organizowane przy jej użyciu łączą w sobie artystyczną grę wody, światła i muzyki. Wodotrysk czynny jest każdego dnia od kwietnia do października w godzinach 8-23. O godzinie 19 uruchamiane są kolorowe światła.
W środy, piątki i soboty, a w wakacje codziennie o 21:30 emitowany jest 25-minutowy seans światła i dźwięku. W trakcie pokazów woda wyrzucana jest poprzez wodotryski na wysokość ok. 3 metrów. Spektaklowi towarzyszy zsynchronizowana z nim gra świateł oraz podkład muzyczny. Ze względu na sąsiedztwo Filharmonii Pomorskiej, są to głównie fragmenty muzyki poważnej i klasycznej, np. utworów Piotra Czajkowskiego, V symfonii Beethovena, czy Marsz Radetzky’ego.

## Lokalizacja
Fontanna usytuowana jest na skwerze Krzysztofa Komedy w dzielnicy muzycznej, na skraju parku im. Jana Kochanowskiego. Otoczona jest budynkami trzech bydgoskich instytucji muzycznych: Filharmonii Pomorskiej im. Ignacego Jana Paderewskiego, Akademii Muzycznej im. Feliksa Nowowiejskiego oraz Państwowego Zespołu Szkół Muzycznych im. Artura Rubinsteina.

## Historia
Fontanna została uruchomiona 23 maja 2014 roku. Powstała na miejscu wodotrysku w kształcie organów, powstałego w latach 70. XX w. z inicjatywy budowniczego i długoletniego dyrektora Filharmonii Pomorskiej – Andrzeja Szwalbego.
Inicjatorem przebudowy dotychczasowej fontanny do formy multimedialnej była miejscowa spółka Miejskie Wodociągi i Kanalizacja w Bydgoszczy, która w ten sposób postanowiła uczcić zakończenie wielkiego projektu modernizacji systemu wodno-kanalizacyjnego w Bydgoszczy, którego koszt z udziałem funduszy unijnych przekroczył 1 mld zł (Bydgoski System Wodny i Kanalizacyjny I i II, nowe oczyszczalnie ścieków, renaturalizacja Brdy). Była to także forma podziękowania mieszkańcom Bydgoszczy za cierpliwość podczas wykonywania prac na sieci wod-kan oraz wkład w rozwój oferty kulturalnej i turystycznej miasta.
Wykonawcą prac modernizacyjnych była bydgoska firma Ebud, a system wodny i elektroniczny przygotowała firma Watersystem z Warszawy. W ramach inwestycji zamontowano nową misę fontanny, zbudowano sterownię, a brzeg wyłożono płytami kamiennymi. Konstrukcja składa się 60 podświetlanych dysz zasilanych przez pompy, a w zamkniętym obiegu krąży ok. 125 tysięcy litrów wody.
W pobliżu umieszczono elementy małej architektury, trawnik i kwietniki. Koszt prac wyniósł 2,5 mln zł. Fontannę z licznymi wodotryskami wyposażono w kolorowe światła i system audio.
Latem 2015 z racji popularności fontanny zwiększono częstotliwość muzycznych pokazów z trzech do 14 w tygodniu. Pokazy łączące wodę, światło i muzykę odbywały się wówczas codziennie o godz. 21.30 i 22.

## Galeria

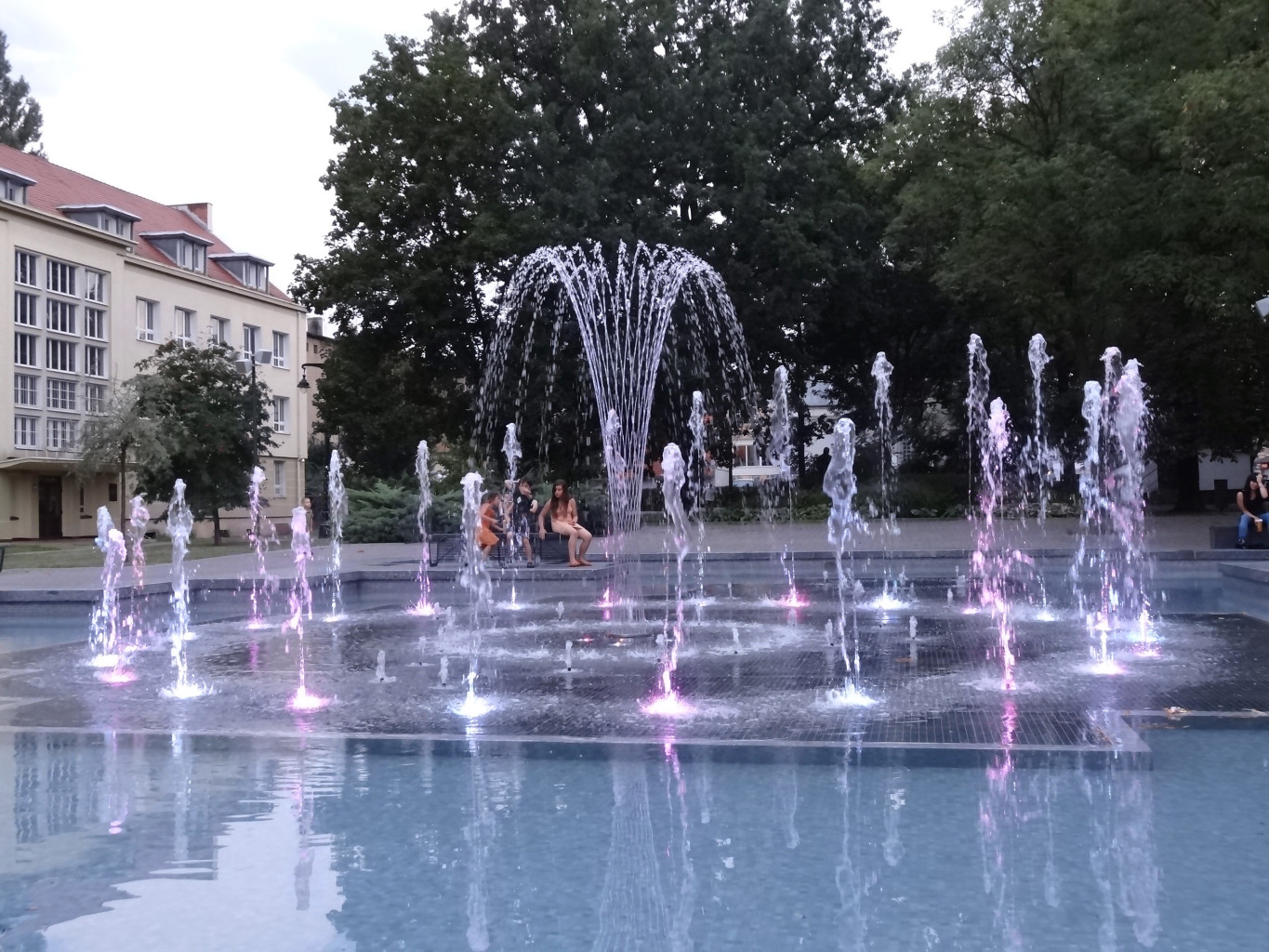
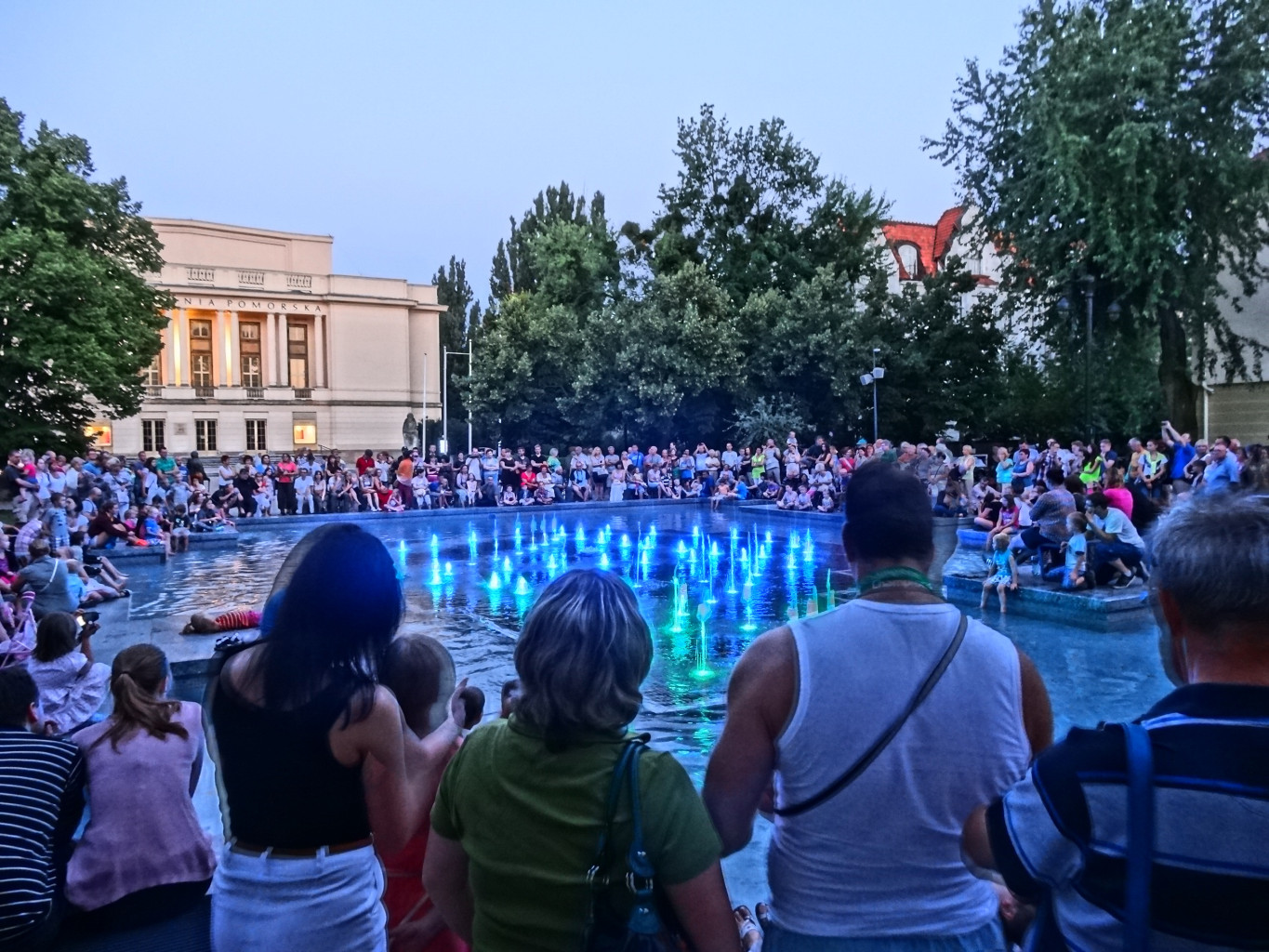
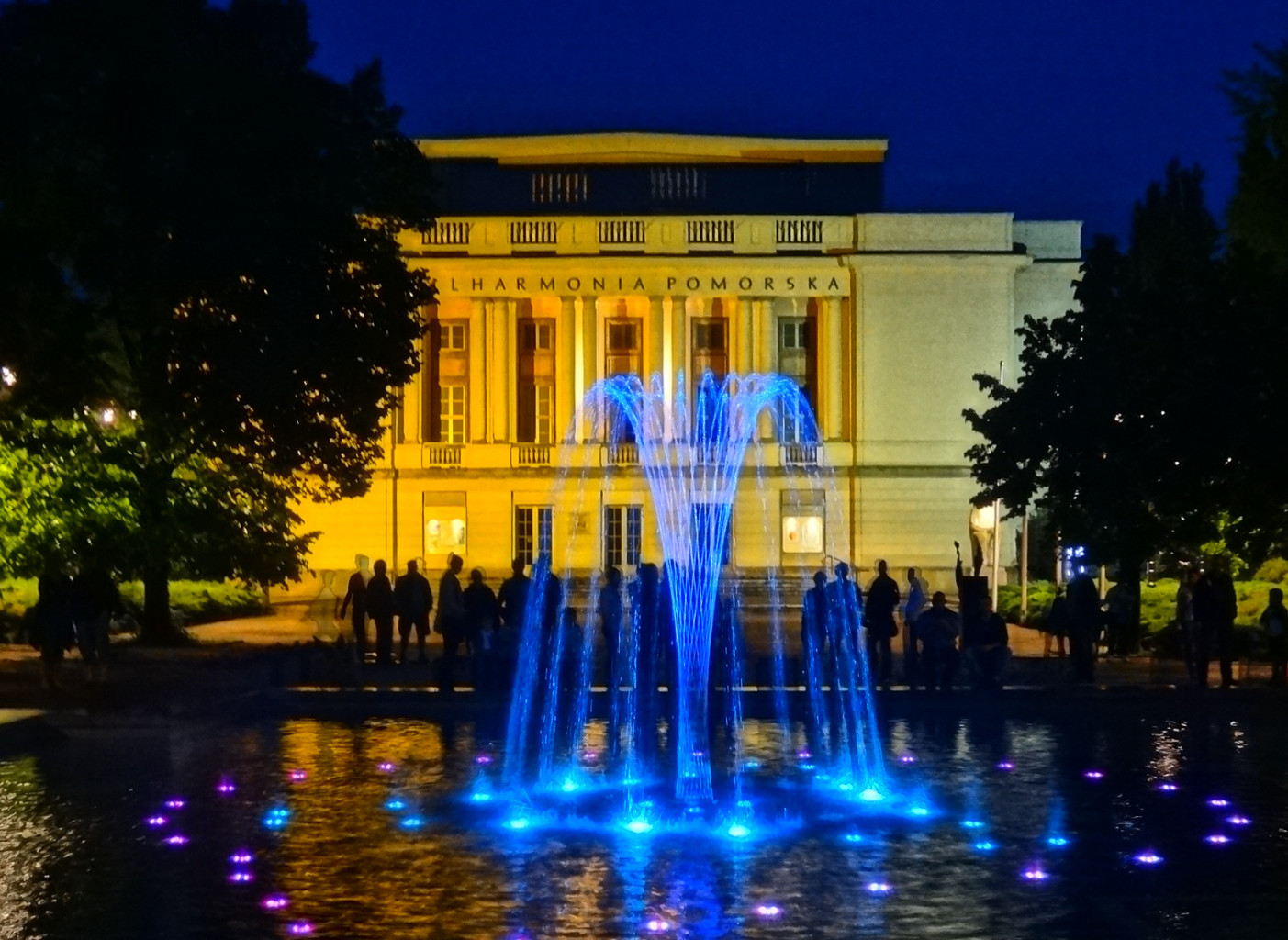
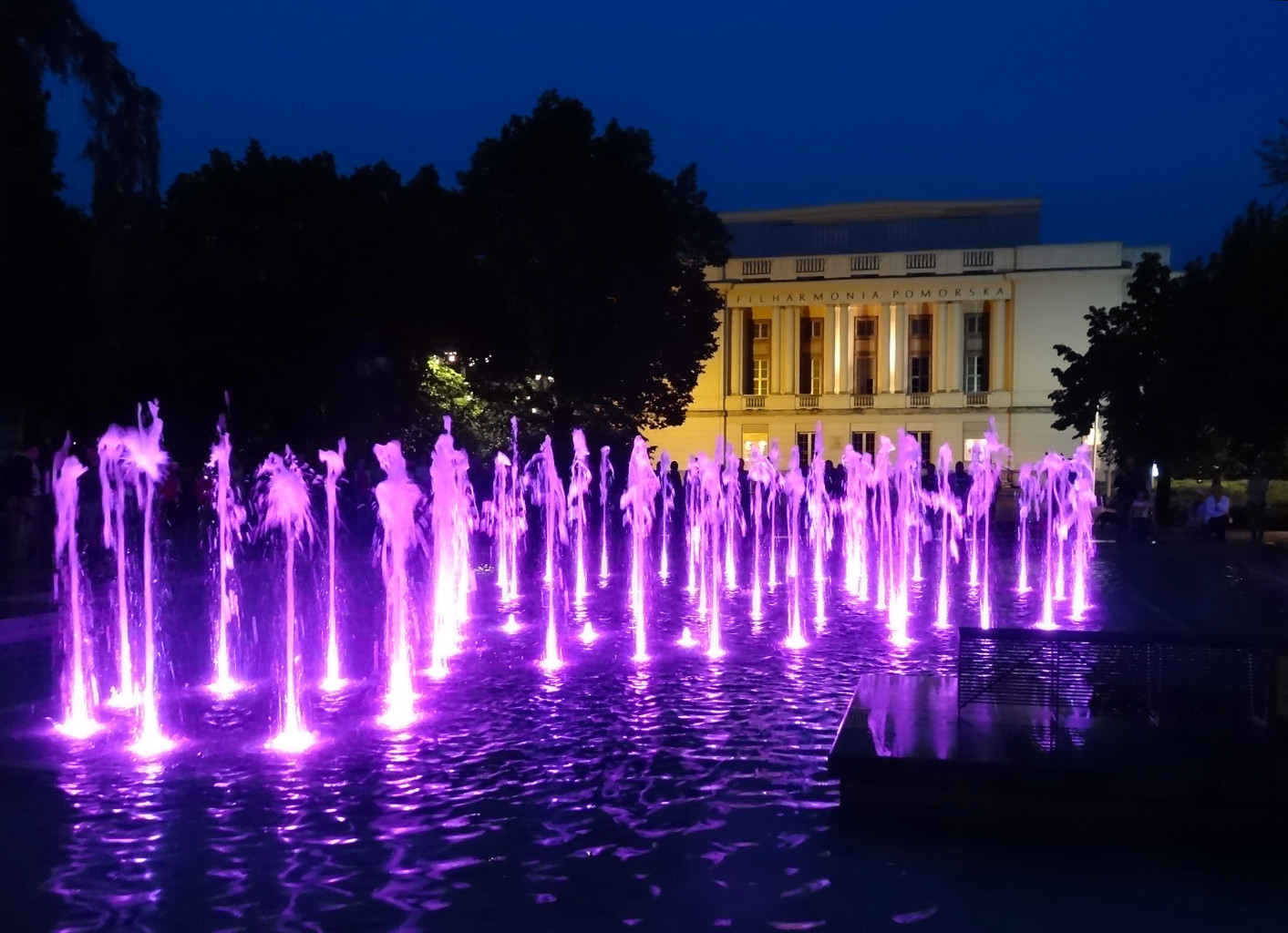
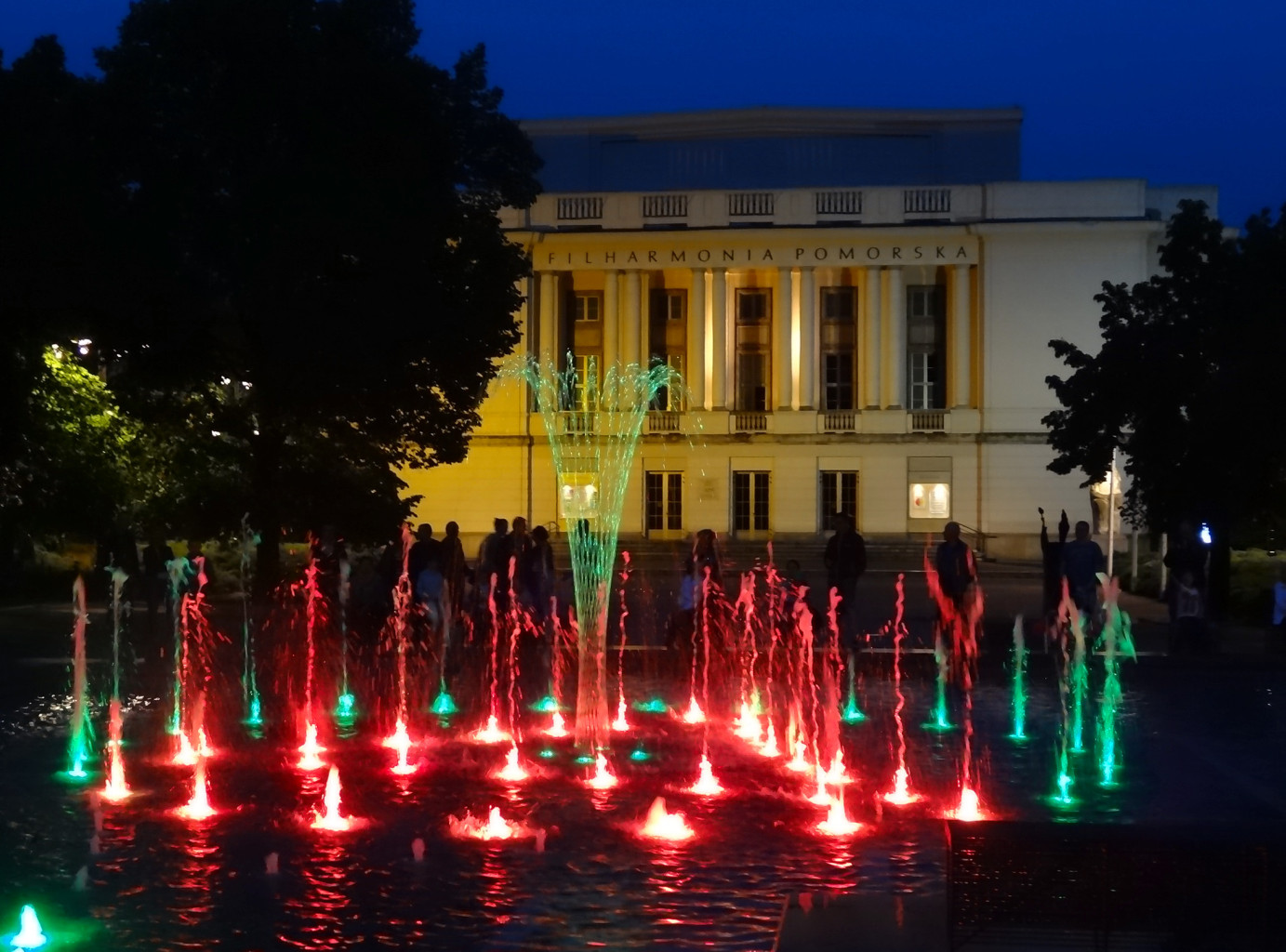
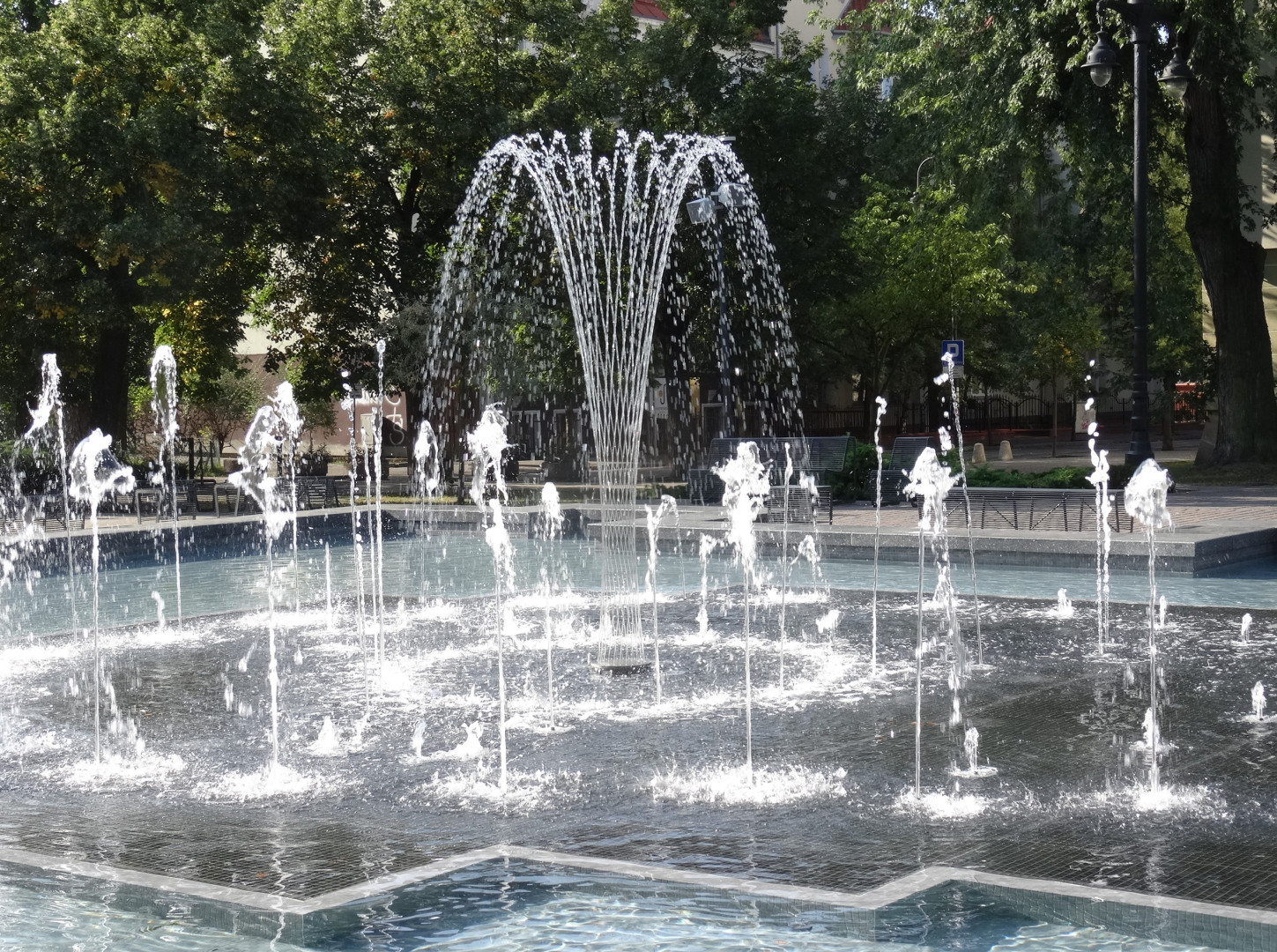